# オステッラート
オステッラート（伊: Ostellato）は、イタリア共和国エミリア＝ロマーニャ州フェラーラ県にある、人口約5,600人の基礎自治体（コムーネ）。

## 地理

### 位置・広がり
フェラーラ県東部に位置するコムーネ。アドリア海沿岸のコマッキオから西北西へ20km、県都フェラーラから東南東へ27km、ラヴェンナから北北西へ42kmの距離にある。

#### 隣接コムーネ
隣接するコムーネは以下の通り。
- コマッキオ
- フェッラーラ
- フィスカッリア
- ラゴザント
- マージ・トレッロ
- ポルトマッジョーレ
- トレジニャーナ

### 気候分類・地震分類
オステッラートにおけるイタリアの気候分類 (it) および度日は、zona E, 2270 GGである。
また、イタリアの地震リスク階級 (it) では、zona 3 (sismicità bassa) に分類される。

## 行政

### 分離集落
オステッラートには、以下の分離集落（フラツィオーネ）がある。
- Alberlungo, Campolungo, Dogato, Libolla, Medelana, Rovereto, San Giovanni, San Vito